# Новооскольская улица
Новооско́льская у́лица — улица в районе Южное Бутово Юго-Западного административного округа города Москвы. Названа, скорее всего, по городу Новый Оскол в Белгородской области.

## Описание
Новооскольская улица — жилая улица с домами 1939—2004 годов (большинство советских домов).

## Расположение
Улица разбита на 4 части. Первая часть начинается от Новобутовской улицы и заканчивается на безымянном проезде. Вторая часть начинается от безымянной тропы и заканчивается выходом на 1-ю Северодонецкую улицу. Третья часть начинается от 1-й Северодонецкой улицы и заканчивается на 2-й Северодонецкой улице. Четвёртая часть начинается от Богучарской улицы и заканчивается Миргородской улицей.

## Транспортное обслуживание

#### Станции метро
- Улица Скобелевская (870 м)

#### Железнодорожный транспорт
- Бутово (800 м)

#### Автобусные остановки
- 146 —  Бульвар Дмитрия Донского — Изюмская ул. 22 — 2-й микрорайон Южного Бутова[4].
- 636 — 2-й микрорайон Южного Бутова — Станция «Бутово» — Изюмская ул. 22 —  Улица Скобелевская —  Бульвар Адмирала Ушакова —  Улица Адмирала Лазарева д.50 —  Бунинская аллея —  Новомосковская
- C1 — Остафьевская улица —  5-й микрорайон Южного Бутова —  Южнобутовская —  Бульвар Адмирала Ушакова —  Улица Скобелевская — Изюмская ул.22 —  Улица Горчакова — Бартеневская улица